# Trafalgar Glacier
Trafalgar Glacier är en glaciär i Antarktis. Den ligger i Östantarktis. Nya Zeeland gör anspråk på området. Trafalgar Glacier ligger 168 meter över havet.
Terrängen runt Trafalgar Glacier är varierad. Trakten är obefolkad. Det finns inga samhällen i närheten.